# Two of Us (brano musicale)
Two of Us è un brano musicale del 1970 del gruppo britannico The Beatles e contenuta nel loro ultimo album Let it Be ed anche nell'album Let It Be... Naked e nella raccolta Anthology 3.
La canzone è stata scritta da Paul McCartney (pur essendo attribuita, come sempre, alla coppia Lennon/McCartney) ed è cantata in duetto con John Lennon. 
In un'intervista rilasciata a Playboy nel 1980 Lennon sembra affermare di essere l'autore della canzone ma in realtà, preso dalla concitazione del dialogo, si riferisce chiaramente a 'Don't let me down', canzone menzionata dall'intervistatore nella domanda immediatamente precedente. Lo stesso Lennon dichiarò successivamente che la canzone era di McCartney. 
Come spiegato dallo stesso autore Two of Us parla della relazione fra Paul McCartney e Linda Eastman, che da lì a poco sarebbe diventata sua moglie, anche se fin dalla sua uscita sembrò inevitabilmente alludere proprio al rapporto tra i due amici rivali che la interpretano.

## Il brano

### Introduzione
All'inizio della canzone Lennon urla:
«'I Dig a Pygmy', by Charles Hawtrey and the Deaf Aids... Phase One, in which Doris gets her oats!» ('I Dig a Pygmy', di Charles Hawtrey e the Deaf Aids ... Fase uno, in cui Doris ottiene la sua avena!) 
Questa frase, registrata il 21 gennaio del 1969, fu aggiunta dal produttore dell'album Phil Spector il 21 marzo dello stesso anno, ed è presente nella traccia dell'album Let it Be e nel film omonimo.

### Registrazione
La canzone fu registrata in tre sedute di registrazione il 24, 25 e 31 gennaio 1969. Inizialmente il titolo era On Our Way Home ed era stata concepita in uno stile più veloce e da 'Rocker', come è possibile notare nel film Let It Be - Un giorno con i Beatles. Fu proprio durante le sedute di registrazione comprendenti anche Two of Us che avvenne la celebre discussione tra Paul McCartney e George Harrison su come quest'ultimo avrebbe dovuto suonare le linee di basso sulla chitarra elettrica. Il fatto fu ripreso dalle telecamere del film Let It Be. Quello che si dissero Paul e George fu questo:
In inglese:
Paul: «It's complicated now. We can get it simpler, and then complicate it where it needs complications».
George: «It's not complicated».
Paul: «This one is like, shall we play guitars through Hey Jude... well, I don't think we should».
George: «OK, well I don't mind. I'll play, you know, whatever you want me to play, or I won't play at all if you don't want me to play. Whatever it is that will please you, I'll do it».
In italiano:
Paul: «È complicato ora (il pezzo). Possiamo renderlo più semplice, e poi renderlo complicato di nuovo dove ha bisogno di complicanze».
George: «Non è complicato».
Paul: «È come quella volta, "dovremmo suonare le chitarre in Hey Jude?"... bè, io non penso che dovremmo».
George: «Ok, per me è uguale. Suonerò tutto quello che vorrai farmi suonare, oppure non suonerò affatto se non vuoi che io suoni. Farò tutto quello che preferisci».

### Interpretazioni
È curioso notare, però, come in alcuni versi il testo sembri riferito al rapporto tra Paul McCartney e John Lennon. Ad esempio la frase You and me chasing paper getting nowhere potrebbe riferirsi alle questioni commerciali del gruppo mentre la frase centrale You and I have memories longer than the road that stretches out ahead sembra un chiaro riferimento al rapporto tra i due, che, così come l'intero gruppo, era entrato nella fase conclusiva.

## Formazione
The Beatles
- John Lennon - voce, chitarra acustica, fischiettio
- Paul McCartney - voce, chitarra acustica
- George Harrison - chitarra elettrica (linea di basso)
- Ringo Starr - batteria

## Cover
(in ordine di registrazione)
- Denny Doherty dei The Mamas & the Papas registrò la canzone insieme a Here Comes the Sun nel suo album Watcha Gonna Do?, del 1971.
- Boney M. fece una cover della canzone e la inserì nel suo album Oceans of Fantasy del 1979
- Aimee Mann e Michael Penn.